# 奥翁
奥翁，是西班牙阿拉贡自治区特鲁埃尔省的一个市镇。总面积69平方公里，总人口76人（2001年），人口密度1人/平方公里。